# 橫琴站 (澳門)
橫琴站（葡萄牙語：Estação de Hengqin）是澳門輕軌橫琴線的終點站，車站編號為HE2，位於橫琴口岸澳門口岸區下方，為澳門輕軌第二個地底車站。車站建設工程於2021年3月18日正式動工，於2024年12月2日通車。

## 車站

### 車站樓層
| 地上三層（U3）    | 離境大堂     | 澳門海關檢查及合作查驗通道往珠海方向入口、洗手間                                                                            |  |  |
| 地上二層（U2）    | 交通樞紐平台 | 巴士總站、的士站、旅遊巴／跨境巴士／酒店及娛樂場客運專車／輕型車輛上落區                                                    |  |  |
| 地上一層（U1）    | 抵澳大堂     | 合作查驗通道抵澳出口、澳門海關檢查、自助販賣機、自助服務機、洗手間、車站出入口                                              |  |  |
| 地庫一層（C）     | 票務層       | 客務中心、自助售票機、洗手間                                                                                                |  |  |
| 地庫二層（P）     | 月台         | \| \| 1 \| 橫琴線往蓮花（終點站） \| \| \| \| 側式 · 開左邊车门 \| \| \| \| \| \| \| \| 側線列車停泊區（不設月台） \| \| \| |  |  |
|                   | 1            | 橫琴線往蓮花（終點站） |  |  |
| 側式 · 開左邊车门 |              | |  |  |
|                   |              | 側線列車停泊區（不設月台）                                                                                                  |  |  |

### 車站大堂
本站設有自動售票機和入閘機，亦有客戶服務中心、洗手間等設施。
- 橫琴站大堂層
- 客戶服務中心

### 月台
由於橫琴線採用單線雙程行車，本站只設有一個側式月台供乘客上落之用，列車會在抵站上／落客後便會改為相反方向駛離車站前往蓮花站。月台北側設有可容納一列列車停泊的越位隧道。
- 1號月台
- 1號月台

### 出入口
兩個出入口都位於橫琴口岸澳門口岸區的抵澳大堂。珠機城際鐵路橫琴站亦有預留接口對接本站。
乘客到達本站後前往橫琴口岸澳門口岸區，需使用A出口的升降機或扶手電梯出站前往位於U3層的離澳大堂。如乘客經抵澳大堂（U1層），於B入口進站，只需乘坐一層下行扶梯或電梯即可抵達本站票務大堂。
| 編號                              | 指示方向 | 圖片 | 附近目的地                                  |
| --------------------------------- | -------- | ---- | ------------------------------------------- |
| A                                 | 車站出口 |      | - 橫琴口岸澳門口岸區 - 橫琴口岸交通樞紐平台 |
| B                                 | 車站入口 |      | - 橫琴口岸澳門口岸區 - 橫琴口岸交通樞紐平台 |
| 註： 設有 \| 設有 \| 設有扶手電梯 |          |      |                                             |

## 使用情況
本站位於橫琴口岸澳門口岸區下方，自本站啟用後使澳門輕軌客流量出現大幅度上升，輕軌公司安排增開客戶服務中心票務窗口和增設臨時櫃檯，以疏導排隊購買單程票的人流。

## 車站周邊
- 橫琴口岸
- 澳門大學連接橫琴口岸通道橋

## 接駁交通

### 公共巴士
T560 橫琴澳方口岸（Posto Fronteiriço Macau-Hengqin）
路線：25B、25BS、50、102X、701X、701XS、N6

### 交通樞紐平台
- 交通樞紐平台：位於橫琴口岸澳門口岸區二樓平台，集巴士總站、的士站、旅遊巴站、跨境巴士站於一身。

## 歷史

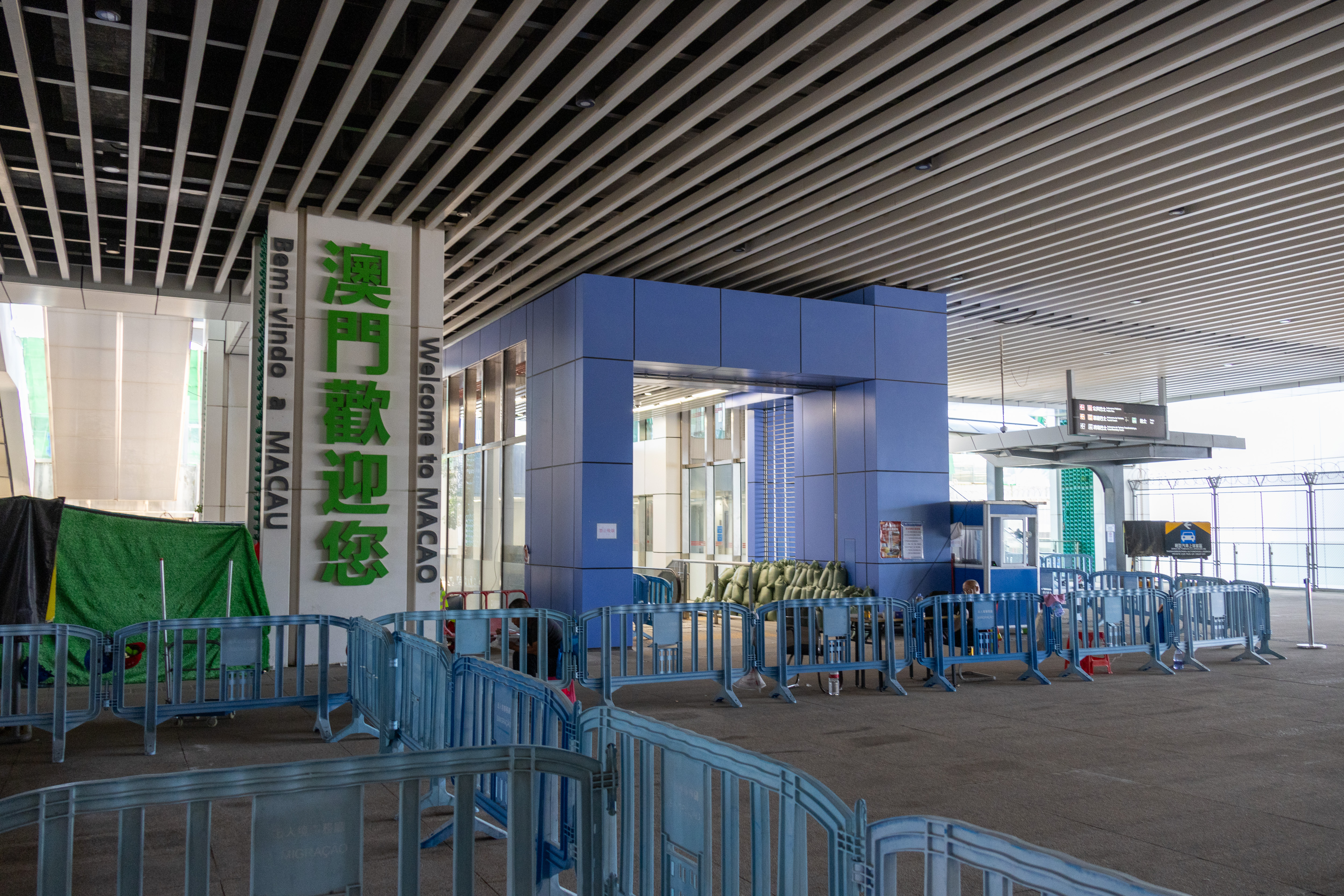
興建中的A出口（2024年8月）

2021年3月18日，延伸橫琴線主體工程正式動工，並預計該年第二季內開展本站建設工程。
2021年9月，建設發展辦公室公佈《澳門-橫琴跨境建設項目》中提到於橫琴口岸（澳門口岸區）地下預留空間興建本站，全線改為單向行車軌道建設，以單洞單線雙向運營方式進行，並使用4節編組列車。同時計劃每小時開9班車，最密為每6.5分鐘一班，最大載客量為每小時8568人次。本站當時正在進行管線遷改工作、明挖段地質加固及地下連續墻施工等工作；而出入口基坑開挖及支護結構同時進行施工。
2022年11月25日，海底盾構隧道正式全線貫通，於當天在澳門側專案現場舉行貫通儀式。工程進度方面，本站連同澳門側的HE1站、明挖隧道段和高架橋段等結構工程進度累積完成約78%，而整體土建工程進度完成約60%。行車物料及系統方面，亦已配合開展前期工程，將緊貼土建工程進行安裝。
2024年9月30日，橫琴線正式竣工及完成驗收，並移交予澳門輕軌股份有限公司進行通車前試營運工作。
2024年12月2日，橫琴線正式通車，本站正式啟用。

## 法律基礎
2019年10月26日，全國人大常委會批准將重建後的橫琴口岸澳門口岸區和延伸區，連同蓮花大橋一併租予澳門，以及依照澳門法律管轄，而租期由重建後口岸啟用日起至2049年12月19日，並可於人大批准後續期。區域包括澳門輕軌延伸至橫琴口岸澳門口岸區的預留空間，用以興建行車隧道和月台等。
2020年1月13日，澳門特別行政區行政會法案建議，由地籍圖劃定澳門特區合法進出澳方口岸區的通道，以及明確相關延伸區包括興建本站的預留空間。
經中華人民共和國國務院及澳門立法會通過相關法案，2024年4月1日0時起，第三階段澳門輕軌延伸至橫琴口岸的預留空間正式交付澳門特區使用，並依照澳門特區法律實施管轄。

## 外部連結
- 公共建設局 - 澳門輕軌延伸橫琴線項目 （页面存档备份，存于）